# Spilodochium vernoniae
Spilodochium vernoniae är en svampart som beskrevs av Syd. 1927. Spilodochium vernoniae ingår i släktet Spilodochium och familjen Venturiaceae.   Inga underarter finns listade i Catalogue of Life.